# Castello di Pinzano
Das Castello di Pinzano ist die Ruine einer hochmittelalterlichen Höhenburg in Pinzano al Tagliamento in der italienischen Region Friaul-Julisch Venetien.

## Geschichte
Durch archäologische Funde lässt sich eine Besiedelung des Burghügels bereits in altrömischer Zeit nachweisen, wenn man auch die Art der Siedlung nicht festlegen kann. Das Castello di Pinzano wurde im 12. Jahrhundert erstmals urkundlich erwähnt, und zwar unter der Herrschaft der gleichnamigen Herren, die es bis 1344 behielten. In diesem Jahr fand das berühmte Massaker statt, eine Bluttat, in der verschiedene Zweige der Familie Pinzano miteinander kämpften. Das Patriarchat Aquileia sah sich daher gezwungen, einzuschreiten und den Pinzanos das Lehen abzunehmen, das später den Savorgnans zugesprochen wurde. Aus zeitgenössischen Dokumenten kann man erkennen, dass die Burg damals Stallungen, zwei rechteckige Wachtürme und ein Kirchlein besaß, das dem Heiligen Nikolaus geweiht war, das in einem Dokument von 1291 erstmals urkundlich erwähnt wurde und dessen Reste man in der Nähe der heutigen Zufahrtsstraße ausmachen kann. Einige Kunstwerke aus dem Kirchlein wurden in der ersten Hälfte des 19. Jahrhunderts in die Martinskirche von Pinzano al Tagliamento verbracht, als die Burg nach und nach aufgegeben wurde. Es ist möglich, dass in dem oberen Teil der Burg eine zweite Kapelle integriert war, die Allerheiligen geweiht war und ausschließlich für private Messen der Burgbewohner genutzt wurde.
Der Bergfried stand höchstwahrscheinlich in der Mitte des Gipfelplateaus, aber davon sind heute nur noch die Fundamente erhalten. Der gesamte Gebäudekomplex wurde mehrmals erweitert und umgebaut, insbesondere nach den verheerenden Erdbeben von 1348 und 1511. Um den Bergfried gab es mindestens drei Umfassungsmauern, deren Reste man heute noch sehen kann: Zwischen ihnen existierte auch eine kleine Siedlung, von der man zwischen dem Gestrüpp auch noch Fundamente finden kann. In der beginnenden Neuzeit wurde die heutige Straße auf der Südseite des Hügels angelegt, auf der man die Burg erreichen konnte, ohne, wie auf der alten Zufahrt, die Westseite mit der Siedlung und der Nikolauskirche zu passieren. Die Burg verfiel ab der ersten Hälfte des 19. Jahrhunderts, aber noch bis zum Erdbeben von 1976 konnte man Mauerteile von gewisser Bedeutung sehen. Nach diesem Ereignis blieben von der Burg nur noch wenige Ruinen und einige Mauerabschnitte, auch wenn es ein Wiederaufbauprojekt gibt, von dem einige Teile bereits abgeschlossen sind. Die Arbeiten haben Weinkeller der Burg, die aus drei großen Tonnengewölben aus Mauerziegeln bestehen, ans Licht gebracht, von denen eines interessanterweise doppelt verkleidet ist.

## Legenden um die Burg

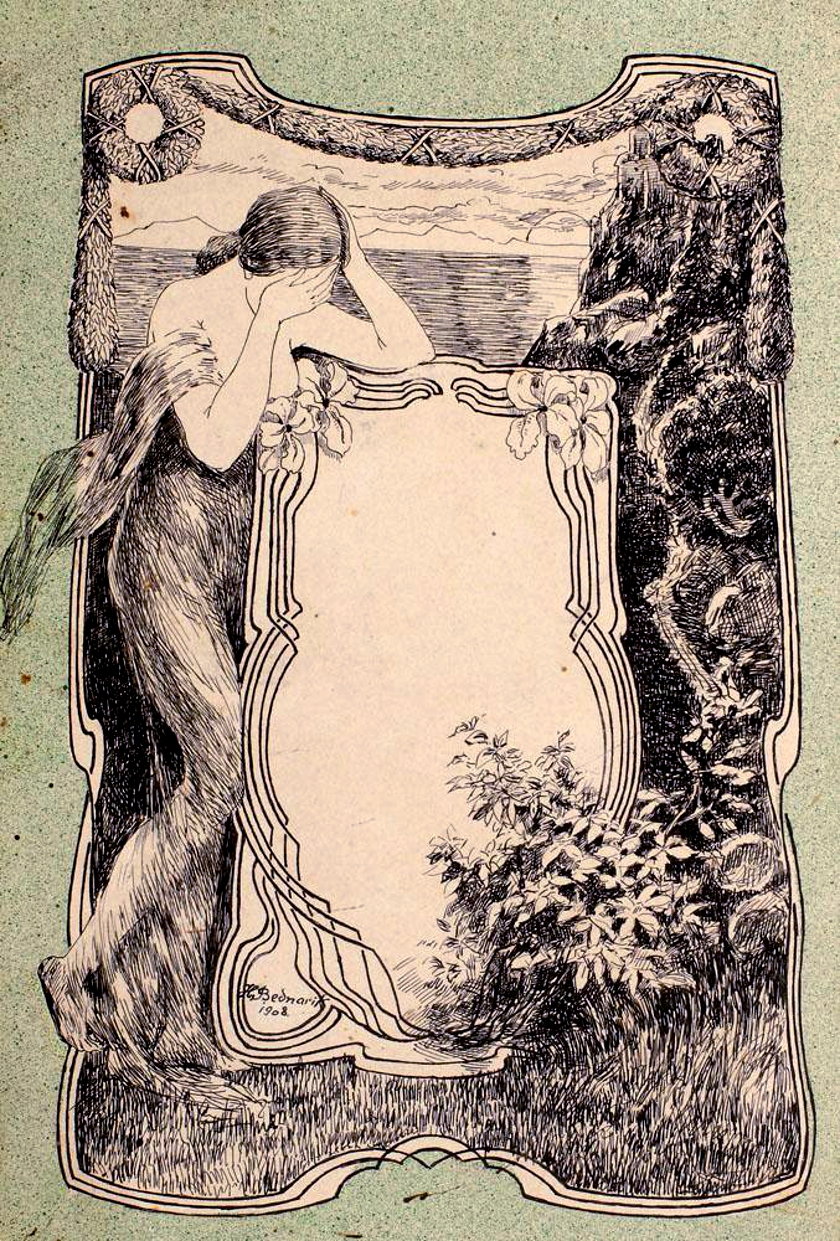
Abbildung einer Agana oder Anguana

Über das Castello di Pinzano erzählt man sich schon immer zahlreiche Legenden und Geschichten des Volksglaubens. Laut vielen davon soll es in den Kellern der Burg (wo es einmal Gerichtsgefängnisse gegeben hat) einen Raum gegeben haben, wo die Herren Pinzano ihr immenses Vermögen versteckt haben sollen, das sie durch ihre Raubzüge im Friaul angesammelt hatten. Ebenfalls von den Kellern erzählt man sich, dass es geheime Gänge gebe, die sich unter dem Land erstreckten. Einer davon reiche bis zum Tagliamento und ihn habe die Adoptivtochter der Pinzanos für ihre Flucht beim Massaker von 1344 genutzt.
Eine weitere, jüngere Legende erzählt von einer armen Frau, die um Mitternacht in den Ruinen der Burg umherstrich. Die Frau, sagt die Legende, sah den Geist eines Ritters, wie er das Schwert schwang und einen Löwen tötete. Erschrocken rannte sie schreiend davon. Ihr kamen die Aganen „des Arzino und des Tagliamento“ zu Hilfe, die sie einluden, ihnen bis zum Fluss zu folgen. Als die Frau aber bemerkte, dass tatsächlich die Wassernymphen sie ertränken wollten, rief sie den Namen Marias und die Aganen verschwanden entsetzt und erschreckt.